# Клактон на Мору
Клактон на Мору (енгл. Clacton-on-Sea) је град у Уједињеном Краљевству у Енглеској. Према процени из 2007. године у граду је живело 56.347 становника.

## Становништво
Према процени, у граду је 2008. године живело 56.347 становника.
| 1981.  | 1991.  | 2001.  |
| ------ | ------ | ------ |
| 39,618 | 45,065 | 51,284 |